# Koninklijke Nederlandse Redding Maatschappij
 (juin 2017).
Si vous disposez d'ouvrages ou d'articles de référence ou si vous connaissez des sites web de qualité traitant du thème abordé ici, merci de compléter l'article en donnant les références utiles à sa vérifiabilité et en les liant à la section « Notes et références ».
Le Koninklijke Nederlandse Redding Maatschappij (KNRM) est l'association néerlandaise de secours en mer .
Le siège est situé à IJmuiden en Hollande-Septentrionale, non loin de la capitale des Pays-Bas, Amsterdam.